# 以賽亞·史都華
以賽亞·史都華二世（英語：Isaiah Stewart II，2001年5月22日—），美國職業籃球運動員。出生於紐約州羅徹斯特，場上位置為大前鋒或中鋒，現效力NBA底特律活塞。

## 職業生涯
史都華在2020年NBA选秀中被波特兰开拓者队以第16顺位选中。
2024年2月15日，史都華作客太陽的比賽開打前竟突然在太陽主場球員通道前，朝太陽替補中鋒德魯·厄班克斯出拳，並遭到鳳凰城警方逮捕。